# Mastersia
Mastersia es un género de plantas con flores con cinco especies perteneciente a la familia Fabaceae.

## Especies
- Mastersia assamica Benth.
- Mastersia bakeri (Koord.)Backer
- Mastersia borneensis Harms
- Mastersia cleistocarpa Baker
- Mastersia sarasinorum Harms